# Urgermansk
 Denne artikel bør gennemlæses af en person med fagkendskab for at sikre den faglige korrekthed.

Urgermansk eller protogermansk, undertiden også fællesgermansk er sprogstadiet i de germanske sprog i tiden mellem før 1000 f.Kr. til omtrent 200 e.Kr. I hvert fald var adskillelsen fra proto-indoeuropæisk fuldendt omkring 500 f.Kr. — se Comrie et al. kap. 2. Om man så kan kalde en periode på 1200 år et stadium er så en anden sag. Selvfølgelig udviklede sproget og dets dialekter sig i løbet af den tid.
Der eksisterer ingen skriftlige kilder nedskrevet på dette sprog, og alle ord er rekonstruktioner baseret på lingvistiske studier af beslægtede sprog. For en kort gennemgang af sprogets struktur anbefales appendiksen i Voyles, skønt han ellers beskæftiger sig (meget grundigt) med de gamle germanske sprog hvert for sig.
I det danske sprogs udvikling betegner det altså perioden imellem Protoindoeuropæisk og Urnordisk.
Alle de germanske sprog er udviklet fra protogermansk.

## Urhjemmet
Man kan adrig være sikker på, hvor et sprogsamfunds oprindelige tilholdssted lå, men i det urgermanske tilfælde er man nogenlunde enig om, at det drejer sig om det sydlige Skandinavien og de nærmestliggende nordtyske områder.

## Det urgermanske ordforråd
Det er sikkert nok at germanerne traf på allerede derboende folk, da de bosatte sig i deres hjørne af Nordeuropa. En tredjedel af det fællesgermanske ordforråd er ikke af indo-europæisk oprindelse. Dette stemmer meget godt med, at germanerne slog sig ned blandt de ukendte folk, som var der før og overtog en mængde låneord. Om disses sprogs struktur kan i øvrigt intet andet siges end det negative, at mange ord i det germanske ordforråd kun forefindes der og ikke i de andre indo-europæiske grene, undtagen som låneord, f.eks. fransk bateau, båd, som er et germansk låneord.[kilde mangler]
Et eksempel på et rekonstrueret urgermansk ord er "*aluþ", der er en forløber for det danske ord for øl og det oldengelske "ealo"
der bliver til det middelengelske "ale".